# Manuscrito Voynich
El manuscrito Voynich es un libro ilustrado, de contenidos desconocidos, escrito por un autor anónimo en un alfabeto no identificado y un idioma incomprensible. Su nombre proviene del comerciante de libros antiguos Wilfrid M. Voynich (1865-1930), quien lo adquirió en 1912. Actualmente se conserva en la Biblioteca Beinecke de libros raros y manuscritos de la Universidad de Yale, con el código MS 408.
La datación por carbono 14 ha determinado que el pergamino en el cual está escrito fue fabricado entre 1404 y 1438. El análisis estilístico, tanto de la escritura como de las ilustraciones, ha corroborado su origen en el siglo XV y la procedencia de algún país de Europa Central, posiblemente Alemania o el norte de Italia. Se cree que el emperador Rodolfo II del Sacro Imperio (1555-1612) pagó 600 ducados de oro por él, aunque no existe registro de tal operación, y es seguro que el manuscrito pasó a uno de sus consejeros, el médico y farmacéutico Jacobus de Tepenec, cuya firma es débilmente visible en el primer folio. Desde entonces estuvo en varias manos hasta acabar en la biblioteca del Colegio Romano. Allí permaneció más de dos siglos, cuando en 1912 la colección que lo incluía fue adquirida por Wilfrid Voynich. 
El manuscrito consta actualmente de unas 240 páginas, algunas de ellas hojas plegables de distintos tamaños. Las ilustraciones que pueblan la mayoría de las páginas incluyen plantas y hierbas, contenedores farmacéuticos, diagramas astronómicos y zodiacales y extraños sistemas de tuberías y bañeras poblados por figuras femeninas desnudas. El «idioma» en que está escrito, llamado voynichés, obedece la Ley de Zipf al igual que otros lenguajes humanos, pero se distingue de la mayoría de ellos por una entropía anormalmente baja, efecto de un conjunto de regularidades que hacen que la combinación entre los caracteres sea muy predecible.
El manuscrito Voynich ha sido estudiado por muchos criptógrafos profesionales, lingüistas y aficionados, incluidos descifradores de códigos estadounidenses y británicos de la Primera y la Segunda Guerra Mundial. Las hipótesis sugeridas abarcan desde un idioma o dialecto desconocido, algún cifrado sofisticado o un engaño sin sentido. Ninguna de las muchas soluciones reclamadas han sido verificadas de forma independiente y el manuscrito continúa sin descifrarse. El misterio de su significado y origen ha excitado el imaginario popular, convirtiéndolo en objeto de estudio y especulación.

## Codicología

### Descripción general
El manuscrito Voynich es un códice en vitela de 225 x 160 mm y 5 cm de grosor. Tiene una portada hecha de pergamino de piel de cabra que data de los siglos XVIII-XIX, muy probablemente colocada por los jesuitas del Colegio Romano de Roma en reemplazo de una cubierta anterior. Ciertos indicios, como los agujeros de gusano, hacen creer que la encuadernación original estaba hecha de madera y cubierta con un cuero curtido. Las correas de cuero se agregaron en la década de 1960 para estabilizar la unión y se pegaron encima de las viejas, tal vez originales, fabricadas con algún tipo de fibra.
El amanuense escribió sobre una vitela preparada cuidosamente, aunque ciertos defectos como contornos cóncavos, agujeros (algunos de ellos cosidos) y marcas de estiramiento son visibles. Los análisis realizados bajo microscopio en 2009 y las imágenes multiespectrales tomadas en 2014 concluyeron que no hay signos de borrado de escritura anterior, por lo que el manuscrito no puede ser un palimpsesto.
El manuscrito actualmente consta de 102 folios organizados en 18 cuadernillos. Varios bifolios son más grandes de lo habitual, con pliegues adicionales y, por tanto, más de las cuatro páginas usuales, y se los conoce como «desplegables». Estos desplegables tienen diferentes dimensiones, con anchos de los bifolios correspondientes que van de tres a cinco páginas (en lugar de dos). Además, hay un bifolio de cerca de 45 x 45 cm que tiene un pliegue horizontal adicional.
Cada folio tiene un número de folio en la esquina superior derecha, con la numeración del 1 al 116, mientras que las marcas de quire están numeradas siempre en la esquina inferior derecha del reverso del último folio de cada cuadernillo, excepto en los quires 9 y 20, y se indican con un número arábigo seguido de un 9 para el latín -us y, a veces, una 'm' entre ellos. Es seguro que los números de folio y los números de quire fueron agregados por diferentes personas, entre los siglos XV y XVI-XVII, y antes de que varios folios y quires se extraviasen.
- Imágenes
- Detalle de la numeración de folio (f53r)
- Detalle de la numeración del primer quire (f8v)
- Amplíe la imagen para ver las marcas de estiramiento en la parte superior del f44r

### Folios faltantes
Faltan un total de 14 folios en el manuscrito: tres bifolios (ff. 59-64) que deberían haber estado en el centro del quire 8, dos (ff. 109-110) que estaban en el centro del quire 20, dos más (ff. 91-92 y 97-98) que constituían, respectivamente, los quires 16 y 18 y, por últimos, dos folios individuales que fueron arrancados después de la encuadernación (ff. 12 y 74). Los huecos en la numeración de los folios y cuadernillos indican que la misma se agregó cuando los folios faltantes aún estaban disponibles.

### El orden actual del manuscrito
Hay razones fuertes para creer que el orden actual de folios y quires es diferente al orden original, entre ellas:
- Folios correspondientes a diferentes secciones del manuscrito parecen mezclados. Por ejemplo, los tres bifolios de la sección farmacéutica se distribuyen en dos quires separados (15 y 19).
- Bifolios de la sección herbaria con una caligrafía diferente y diferente estadísticas de texto están distribuidos arbitrariamente, como si no fuera intencional.
- En la sección biológica, el bifolio que consta de los folios 78v y 81r juntos forman un diseño integrado con agua fluyendo de un folio al otro, pero esto solo podría ser visible si la foliación original fuese distinta a la actual.
- Glen Claston ha notado que la sección biológica podría constar de dos temas diferentes y, por ende, debería haber formado dos quires separados en lugar de uno.
- La marca de numeración del quire 9 no está en el lugar usual y parece haber espacios de costura de una encuadernación anterior en uno de los pliegues desplegables. Suponiendo que este debería haber sido el pliegue de encuadernación original, el número de quire caería en su lugar correcto.

### Reconstrucción de su historia codicológica
René Zandbergen ha sugerido una reconstrucción tentativa de la historia codicológica del manuscrito:
1. Se prepararon todos los bifolios, primero dibujando los contornos de las ilustraciones y luego agregando el texto.
2. El orden planeado de los bifolios se alteró de alguna manera.
3. Primero se enumeraron los cuadernos y luego los folios. Aquí pudo haber una primera encuadernación.
4. El manuscrito fue desmontado de su encuadernación y se agregó la pintura. En este proceso seis bifolios se perdieron.
5. Algún tiempo después, los folios 12 y 74 fueron recortados.

## Historia y propietarios del manuscrito

### Historia temprana: época y lugar de composición
En 2009, el análisis de datación por radiocarbono de cuatro muestras del manuscrito (de los folios 8, 26, 47 y 68) reveló que el pergamino en que fue escrito data de entre 1404 y 1438 con un 95% de probabilidad. Esto invalida definitivamente la teoría, sostenida por los primeros investigadores de Voynich y luego desechada, de que su autor fuera el científico inglés Roger Bacon, muerto en 1294. Su procedencia de la primera mitad del siglo XV ya había sido señalada por el reconocido historiador del arte Erwin Panofsky basándose en un análisis de las ilustraciones. Panofsky, de acuerdo a una carta escrita por Ethel Voynich hacia 1932, pensaba también que había sido escrito en la «esquina suroeste de Europa: España, Portugal, Cataluña o Provenza; pero muy probablemente en España» y detectó ciertas influencias judeo-árabes y holandesas. Sin embargo, cuando en 1954 se le volvió a preguntar sobre la cuestión, su respuesta fue que el manuscrito se produjo en Alemania. A favor de la teoría de procedencia alemana está la representación del ciclo del zodíaco, con ilustraciones similares que pueden rastrearse en manuscritos alemanes del siglo XV, y la denominada «escritura extraña» (anotaciones realizadas con caracteres latinos, aunque es muy probable que pertenezcan a un propietario posterior). Por otro lado, un historiador moderno de la botánica, Sergio Toresella, reconoce un estilo italiano en la caligrafía y los dibujos de hierbas, opinión también compartida por el historiador Alain Touwaide. A favor de la influencia italiana se esgrime el castillo de almenas de golondrina, o gibelinas, dibujado en la llamada «página de rosetas» del manuscrito. Este estilo arquitectónico domina el norte de Italia y está asociado con la familia Scaliger, en la región alrededor de Verona, desde el siglo XIV en adelante. Ambas teorías de procedencia no son necesariamente excluyentes. Para René Zandbergen, el origen del manuscrito bien podría ser calificado de «alpino», con una mezcla de influencias italianas y alemanas. El catálogo de Beinecke se limita a señalar que fue escrito en Europa Central.

### La compra por Rodolfo II
El científico Johannes Marcus Marci, en una carta fechada en 1665 y de la que luego se hablará, indica que el emperador Rodolfo II de Habsburgo compró el manuscrito por una suma de 600 ducados. Esta información la había obtenido de Raphael Mnišovský, un personaje interesado en la alquimia y en la escritura secreta que fue maestro del futuro emperador Fernando de Habsburgo. No se ha encontrado registro de esta transacción en los libros de contabilidad resumidos de las cuentas de la corte de Rodolfo II. Las afirmaciones que hacen a John Dee o a su socio Edward Kelley los vendedores del manuscrito deben descartarse como una ocurrencia imaginativa de Wilfrid Voynich, sin ningún fundamento real. En cualquier caso, es posible que la suma monetaria mencionada por Marci se haya pagado por un conjunto más grande de libros, entre los que el manuscrito Voynich pudo estar incluido.

### Jacobus de Tepenec
El primer propietario seguro del manuscrito es el químico y farmacéutico Jacobus Horčický de Tepenec. En 1608 Jacobus curó de una grave enfermedad a Rodolfo II y éste, en recompensa, lo elevó a la nobleza menor y le permitió llamarse a sí mismo «de Tepenec». Su firma en el margen inferior del primer folio se ha desvanecido y solo es visible bajo luz ultravioleta, pero debe ser posterior a su ennoblecimiento. Quizás el manuscrito le fue concedido con la esperanza de que pudiera descifrarlo o bien decidió tomarlo por su cuenta en concepto de pago de la sustanciosa deuda que el emperador tenía con él. A su muerte, en 1622, Jacobus dejó todas sus pertenencias a los jesuitas en Praga y Melnik, pero para entonces parece que el manuscrito ya no estaba en sus manos.

### George Barschius
Una carta de George Barschius, del 21 de abril de 1639, revela que él era de hecho el propietario del manuscrito. Año y medio antes le había enviado al jesuita Athanasius Kircher una transcripción parcial del mismo, confiando en que él podría traducirlo. Su descripción del manuscrito es muy breve:

Por las imágenes de hierbas, de las cuales hay muchas en el códice, y de imágenes variadas, estrellas y otras cosas que tienen la apariencia de simbolismo químico, supongo que todo es médico.

Carta de George Barschius a Athanasius Kircher, 21 de abril de 1639.

Barschius trabajó como relator de la corte hasta 1646 y, a su muerte, dejó a su amigo Marci toda su colección alquímica y biblioteca, incluyendo el manuscrito.

### Johannes Marcus Marci
Johannes Marci Marci (1595-1667) estuvo interesado por el manuscrito muchos años antes de que cayese en sus manos, cuando Mnišovský todavía estaba vivo y Barschius era su propietario. El 19 de agosto de 1665 lo envió a su amigo Athanasius Kircher para que lo descifrara, junto con un carta para él y las notas de sus propios intentos de traducción (que no se han conservado). Murió en abril de 1667.

### Athanasius Kircher
Athanasius Kircher nació en 1601 o 1602 en Alemania y, después de algunos viajes aventureros, llegó a Roma en 1635, donde permanecería hasta su muerte en el Colegio Romano. Se conserva una carta suya del 12 de marzo de 1639 dirigida a Theodor Moretus, agente de quien por entonces era propietario del manuscrito, George Barschius. Kircher comenta que no tuvo éxito en descifrar el «libro lleno de esteganografía misteriosa» que había recibido, pero tal vez podría hacerlo más adelante. Esta es la referencia del manuscrito Voynich más antigua que se conoce:

En cuanto al libro lleno de algún tipo de esteganografía misteriosa que adjuntaste a tu carta, lo he mirado y he llegado a la conclusión de que requiere aplicación en lugar de comprensión en su solucionador. Puedo recordar haber resuelto muchos escritos de este tipo cuando se presentó la ocasión, y el picor de mi mente trabajando habría probado algunas ideas si tan solo muchas tareas muy urgentes no me alejaran de un trabajo inadecuado de este tipo. Sin embargo, cuando tenga más tiempo libre y pueda aprovechar un momento más adecuado, espero intentar solucionarlo cuando el estado de ánimo y la inspiración me lleven.

Finalmente, puedo hacerle saber que la otra hoja que parecía estar escrita en la misma escritura desconocida está impresa en el idioma ilirio en la escritura comúnmente llamada San Jerónimo, y usan la misma escritura aquí en Roma para imprimir misales y otros textos sagrados. libros en lengua iliria.
Carta de Athanasius Kircher a Theodor Moretus, 12 de marzo de 1639.

### El Colegio Romano y su museo
En 1651 se donó a los jesuitas del Colegio Romano una colección de artículos varios y Kircher fue elegido para regentarla. Después de 1702 el nuevo custodio de la colección, Filippo Buonannise, se refería a una de las habitaciones del museo como «una sala llena de manuscritos, en parte antiguos y en pergamino, libros en varios idiomas, [etc.]». Todo indica que el manuscrito Voynich debió estar entre los libros de Kircher que se trasladaron a este incipiente museo y que, algún momento entre 1824 y 1870, los jesuitas reemplazaron su cubierta de madera por estar infestada con gusanos, tal como se hizo con un gran número de manuscritos de la biblioteca.
Al menos tres colecciones de la parte principal de la biblioteca del Colegio Romano se salvaron de la confiscación de Víctor Manuel II de Italia, el 20 de octubre de 1873, y es casi seguro que el manuscrito Voynich estuvo entre la segunda colección, más pequeña, de manuscritos clásicos y humanistas bastante antiguos. Muchos ejemplares de esta y otra colección llevaban etiquetas mecanografiadas que las identificaban como parte de la biblioteca privada de Petrus Beckx, quien como superior general de la Compañía de Jesús había obtenido autorización del rey para conservar una gran cantidad de libros del Colegio Romano. En 1903 los jesuitas decidieron vender esta colección al Vaticano, pero la transacción no se completó hasta 1912, cuando Wilfrid Voynich entró en escena. 

### Redescubrimiento por Wilfrid Voynich
Wilfrid Michael Voynich, nacido el 31 de octubre de 1865 en la actual Lituania, se había convertido en un anticuario comerciante de libros después de dejar atrás su pasado revolucionario en el círculo de exiliados rusos. Publicó su primer catálogo en 1898 y dos años después abrió una librería en Londres. A partir de entonces se despertó su interés por los libros «desconocidos, perdidos o no descritos». En 1908 adquirió una importante librería de anticuario en Florencia, ciudad donde también estuvo trabajando el padre jesuita Joseph Strickland, exalumno del Colegio Mondragone. Gracias a la recomendación de Strickland, en 1911 o 1912 Voynich tuvo la oportunidad de adquirir una valiosa colección de alrededor de 30 libros impresos y 380 manuscritos, almacenados muy probablemente en la villa Mondragone de Frascati (Italia), pero con la única condición de mantener absoluto secreto sobre este acuerdo. Ello obligó a Wilfrid Voynich a inventar otra historia sobre la fuente de los manuscritos y afirmar, en repetidas ocasiones, que él mismo los había descubierto en unos cofres de un «antiguo castillo del sur de Europa» o en Austria. La historia verdadera de la adquisición de esta importante colección, en la cual estaba incluido el manuscrito Voynich, salió a la luz después de la muerte de Voynich.   
Después de vender algunos ejemplares, Voynich se llevó toda la colección a Londres para mostrarla a potenciales compradores interesados. Se mudó a Estados Unidos después de la Primera Guerra Mundial y organizó varias exposiciones mostrando unos 280 de sus libros y manuscritos más valiosos. El «manuscrito cifrado de Roger Bacon», como se lo conocía, fue presentado en 1921 en el Colegio de Médicos de Filadelfia.

### Después de la muerte de Voynich
Voynich murió en 1930 y, aproximadamente un año después, su esposa Ethel llevó fotografías del manuscrito a Henri Hyvernat, profesor de la Universidad Católica de Washington. Tanto él como su asistente Theodore Petersen se sintieron intrigados por él. Petersen guardó la copia durante un tiempo e hizo una transcripción completa a mano. El manuscrito fue heredado por la amiga de Ethel y secretaria de Voynich, Anne M. Nill, quien el 12 de julio de 1961 lo vendió al librero neoyorquino Hans Peter Kraus por una suma de 24 500 dólares. Sus intentos para revenderlo por 160 000 dólares no prosperaron y, en 1969, Kraus donó el manuscrito a la Biblioteca Beinecke de libros raros y manuscritos de la Universidad de Yale. En 1976 se realizó una primera copia en microfilm a pedido de Stephen Skinner. El manuscrito fue digitalizado en color en 2004 y 2014 y las imágenes puestas a disposición de forma gratuita en el sitio web de la Biblioteca Beinecke. Estuvo en exhibición pública por primera vez desde la vida de Voynich entre el 10 de noviembre de 2014 hasta el 26 de febrero de 2015, en la Biblioteca Folger Shakespeare de Washington D. C.
En diciembre de 2015, la editorial española Siloé, con sede en Burgos, fue elegida por la Universidad de Yale para hacer una edición facsimilar del manuscrito. El 3 de noviembre de 2017 Siloé anunció la culminación de la única réplica íntegra del códice, del que se pusieron en circulación 898 ejemplares.

## Hipótesis sobre la autoría
A lo largo de la historia se han propuesto algunas hipótesis tentativas sobre el posible autor del manuscrito. Pero la reciente datación del manuscrito, que sitúa su origen en el primer tercio del siglo XV, ha echado por tierra todas ellas. Según René Zandbergen, «tratar de identificar a la persona que escribió el manuscrito no es probable que conduzca al éxito» y «está lejos de ser seguro que el autor sea alguien conocido». También se ha debatido acerca de si en su producción participaron varias personas o si las ilustraciones fueron hechas por la misma persona que escribió el texto. A este respecto, los estudios de Prescott Currier y otros más recientes han detectado distintas manos involucradas en la escritura, por lo que la autoría podría ser compartida (sobre esta cuestión, véase: Descripción general). Alternativamente, existe la posibilidad de que el manuscrito actual fuese una copia en limpio de un borrador hecho por otra persona.

### Roger Bacon
Según la carta que escribió Marcus Marci a Athanasius Kircher en 1665, el emperador Rodolfo adquirió el manuscrito creyendo que era obra del fraile Roger Bacon, filósofo y científico que vivió en Inglaterra durante el siglo XIII. Aunque Marci prefirió no opinar sobre la cuestión, diciendo que «sobre este punto suspendo el juicio», Wilfrid Voynich defendió con ahínco que el manuscrito había sido escrito por Bacon a mediados del siglo XIII como registro de sus descubrimientos secretos de la ciencia o la magia. Ciertamente, el fraile inglés estaba muy interesado en la escritura encubierta o cifrada, que consideraba necesaria para ocultar grandes secretos y evitar que fuesen abusados por la humanidad.
William Newbold, al publicar su propuesta de solución del texto, respaldó la hipótesis de la autoría de Bacon y aseguró que el manuscrito contenía investigaciones científicas novedosas e inaceptables para la iglesia. Así, la hipótesis baconiana se volvió popular, y aún cuando no tuviese evidencia documental para sostenerse, tanto John Manfred Manly como John Tiltman consideraron que tampoco existían pruebas en contra de ella. Fue principalmente tras la refutación del desciframiento de Newbold, en 1931, cuando comenzó a cambiar el estado de la cuestión. En 1954 Panofsky afirmaba que «la teoría de Roger Bacon está, en mi opinión, en desacuerdo con todos los hechos disponibles y ha sido refutada de manera convincente por el Sr. Manly», mientras que tres años después el historiador de la ciencia Charles Singer calificó de «absurdez» toda sugerencia de un conocimiento del microscopio por parte del autor del manuscrito (según Newbold, Bacon había utilizado uno para cifrar el texto escondiendo diminutos caracteres taquigráficos en cada glifo).

### John Dee y Edward Kelley
Como se explicó anteriormente (véase: Historia y propietarios del manuscrito), Voynich concluyó que el vendedor del manuscrito fue John Dee, conocido por ser propietario de una gran colección de manuscritos de Bacon. En 1582 Dee se había asociado con Edward Kelley, que afirmaba ser capaz de invocar a los ángeles con un cristal y mantener largas conversaciones con ellos en un lenguaje especial angélico, llamado enoquiano, que Dee se encargaba de registrar escrupulosamente. En la década de 1970 Robert Brumbaugh, profesor de filosofía medieval en la Universidad de Yale, propuso que el manuscrito databa del siglo XVI y había sido producido, muy probablemente, por Dee o su socio Kelley con el objetivo de venderlo a Rodolfo II a cambio de una sustanciosa suma de dinero. Brumbaugh sostuvo que el nombre de Roger Bacon, que dice haber descifrado en el último folio del manuscrito, fue «plantado» de tal manera que fuese descubierto fácilmente por los eruditos del emperador y encubriese la falsificación.
Una variante de la hipótesis de Dee y Kelley es defendida por Tim Mervyn. Según Mervyn, en 1563 Dee había visitado al emperador Maximiliano II, padre de Rodolfo, y le propuso presentarle un compendio de temas que, pensó, le divertirían al emperador, como un herbario fantástico o dibujos de ninfas desnudas. Aunque el emperador murió en 1575 y la obra quedó inacabada, en 1589 Dee traspasó estos dibujos a Kelley, junto con ciertos libros arcanos de su autoría. Esto constituyó la «materia prima» con la que Kelley elaboró el manuscrito, ayudado por el filósofo y humanista italiano Francesco Pucci, a quien había conocido en Praga en el verano de 1585. Luego ambos agregaron páginas adicionales para producir un volumen digno de un posible patrocinador, concretamente nuevo material ilustrado (identificado por Mervyn como los dibujos menos pulidos de una sección astrológica) y las últimas partes no ilustradas de un manuscrito.

### Anthony Ascham
En 1945 Leonell Strong propuso que el manuscrito estaba cifrado desde un inglés medieval y su autor era un médico y astrólogo del siglo XVI llamado Anthony Ascham, que había publicado varios almanaques, obras astrológicas y un herbario y cuyo nombre, aseguraba, estaba oculto en el f93 del manuscrito. Sin embargo, su solución fue rechazada enfáticamente por los investigadores.

## El texto

### Descripción general
El manuscrito fue escrito de arriba abajo y de izquierda a derecha, generalmente línea por línea, sin el uso de ninguna técnica para crear renglones rectos, aunque los márgenes izquierdos tienden a estar bastante alineados. El texto está estructurado en párrafos cortos formados por grupos de caracteres separados mediante espacios y rara vez presenta enmiendas o correcciones. El sistema de escritura, que se analiza en el próximo apartado, no tiene precedentes en ningún otro documento sobreviviente de la época. 
Adicionalmente, los investigadores han llamado la atención sobre los siguientes elementos:
- Etiquetas: palabras simples escritas cerca de las ilustraciones.[27] Suelen acompañar a dibujos de hierbas, principalmente en la sección farmacéutica, a las estrellas dibujadas en las páginas astronómicas y cosmológicas y a ciertos elementos de la sección biológica. Dada su localización y singularidad, se ha sugerido que las etiquetas proporcionan el nombre del objeto representado.
- Secuencias de tipo clave: secuencias de caracteres únicos o palabras cortas que se pueden encontrar en ciertos diagramas circulares y en los márgenes de algunos folios.[28]
- Títulos: secuencias de palabras centradas o justificadas hacia la derecha en la última línea de un párrafo. El término fue acuñado por John Groove.
- Escritura «extraña»: varios tipos diferentes de escritura adicional que se puede encontrar en el manuscrito, a veces secuencias de palabras con caracteres latinos.[29] Se analizan en una sección aparte.

- Imágenes
- Estrellas con sus respectivas etiquetas en el f68r2
- Título en el f19v

Según Betty McKaig, el manuscrito está escrito en «una escritura bellamente simétrica que se asemeja ligeramente a la escritura usada en Italia en el 1500». El herbolario Sergio Toresella también opina que la caligrafía es de una mano humanista italiana del siglo XV y que todo el texto, aparentemente, fue escrito por una misma persona. Aunque con reservas, la suposición de una sola autoría también era sostenida por Panofsky en 1954. La ruptura llegó en la década de 1970, cuando Prescott Currier identificó al menos dos manos distintas, que llamó 1 y 2, escribiendo en dos dialectos diferenciados, A y B respectivamente. En abril de 2020 la medievalista Lisa Fagin Davis realizó un estudio más riguroso sobre todas las páginas del manuscrito y encontró tres manos adicionales, llamadas 3, 4 y 5. Salvo unas pocas excepciones, la división entre las diferentes manos es esencialmente a lo largo de los bifolios.

### Sistema de escritura
Si bien el sistema de escritura del manuscrito Voynich es esencialmente único, muchos de los glifos guardan similitudes con formas escritas conocidas. Una parte de ellos se asemejan a caracteres latinos (a, c, i, m, n, o), otros recuerdan a números arábigos (2, 4, 8, 9) —cuyo uso se constata en una amplia variedad de códigos y cifrados— o a ciertas abreviaturas de amanuense en uso durante la Edad Media. Unos pocos caracteres también se han asociado a símbolos alquímicos, aunque no es seguro que estos símbolos estuviesen en uso durante la época en que se escribió el manuscrito. Existe un conjunto particular de cuatro glifos (transcriptos como f, k, p y t) que ascienden por encima de la altura habitual y, por analogía, han recibido el nombre de «caracteres de horca». Estos glifos predominan como iniciales de párrafos y a veces están adornados con bucles adicionales. También se detectan formas compuestas y ligaduras. Más intrigantes son las dos iniciales resaltadas en rojo en la primera página del manuscrito (f1r), que no vuelven a aparecer en el texto. Uno de ellas es muy similar al antiguo símbolo de Aries, omnipresente en los textos latinos sobre astrología y astronomía y a veces utilizado como marcador de énfasis al inicio de un párrafo.
La tarea de transcripción es particularmente problemática. No siempre es fácil decidir si dos glifos de aspecto muy similar son diferentes o simples variaciones producidas por la escritura a mano o si ciertas «ligaduras» están destinadas a ser caracteres individuales. Tampoco los espacios entre las palabras están claros en todos los casos. Esta incertidumbre sobre lo que constituye un solo carácter en el texto voynichés ha sido enfocada de distintas maneras por los alfabeto de transcripción. El más difundido actualmente, el EVA o Alfabeto Europeo de Voynich, distingue entre veintiséis caracteres básicos y casi una centena de glifos extraños de aparición muy infrecuente o «bichos raros», generalmente resultado de adornos y errores de trazado en glifos conocidos o de ligaduras entre ellos. En línea con las limitaciones descritas, cabe aclarar que EVA fue diseñado para representar de manera electrónica las formas que se ven en el manuscrito y permitir que el texto transcripto sea pronunciable en gran medida, no para «hablar voynichés» ni para identificar unidades semánticas o fonéticas. 

### Estructura del «voynichés»
Las palabras tienen un promedio de cuatro o cinco caracteres de longitud. Son bastante raras las palabras de un solo carácter (ocurren principalmente con s e y) y excepcionales las que tienen más de siete u ocho. La distribución de frecuencia de un solo carácter en los alfabetos de transliteración más importantes no difiere sustantivamente de la que exhiben idiomas europeos corrientes, aunque la caída en la frecuencia parece ser un poco más pronunciada. El texto también cumple con la Ley de Zipf, que determina que si las palabras que se encuentran en un texto se enumeran en función de su frecuencia y se clasifican en orden de frecuencia decreciente, entonces el producto del rango y la frecuencia debe ser el mismo para todas las palabras. Esto acerca al voynichés a un lenguaje humano, pero no garantiza necesariamente que el texto tenga significado.
Una de las singularidades del voynichés es que la forma en que los glifos se concatenan para formar palabras sigue un rígido conjunto de regularidades. Algunos glifos aparecen de forma característica al principio, en la mitad o al final de las palabras, y en ciertas secuencias preferidas. Esto se refleja en los valores fantásticamente bajos de entropía por glifo que exhibe el texto del manuscrito, únicamente comparables a los de ciertas lenguas asiáticas, como el hawaiano y el filipino. Así, según explican Luke Lindemann y Claire Bowen en un trabajo publicado en 2020, los caracteres del voynichés se combinan de manera extremadamente predecible:

Esta discrepancia no es atribuible al sistema de transcripción utilizado para codificar Voynich, aunque las decisiones sobre la composicionalidad de las secuencias de glifos pueden tener un efecto significativo sobre la entropía. Tampoco es el resultado de abreviaturas académicas convencionales del período histórico o la ausencia de vocales escritas. Más bien, es en gran parte el resultado de caracteres comunes que están fuertemente restringidos a ciertas posiciones dentro de la palabra. Voynichese se parece más a los idiomas tonales escritos en la escritura latina y los idiomas con inventarios silábicos relativamente limitados.

Luke Lindemann y Claire Bowen, Character Entropy in Modern and Historical Texts: Comparison Metrics for an Undeciphered Manuscript (2020), p. 37.

La siguiente lista recoge varios de los patrones de preferencia aludidos:
- Los párrafos casi siempre comienzan con un glifo de horca (t, k, p, f). Además, la mayoría de las apariciones de p y f ocurren en la primera línea, donde hay espacio adicional. Rara vez una etiqueta inicia con un glifo de horca.
- Las ligaduras cKh, cTh, cFh, cPh nunca aparecen como el glifo inicial de un párrafo y casi nunca como inicial de una línea. Sin embargo, predominan al principio de las palabras.
- El glifo q casi siempre precede a o y la combinación generalmente se encuentra al comienzo de una palabra.
- El glifo y domina como último carácter de una palabra, generalmente precedido de d.
- Los glifos m y g ocupan mayormente el último carácter de una línea.
- Existen muy pocas combinaciones de dobletes y tripletes, excepto ee, eee, ii, iii.

El investigador Jorge Stolfi descubrió una estructura subyacente a la forma en que se combinan los glifos. En efecto, la mayoría de las palabras del texto constan de tres capas, «corteza» (prefijo), «manto» (raíz) y «núcleo» (sufijo), de las cuales la primera y la tercera están formadas por lo que él llama «caracteres suaves» y el manto por «caracteres duros». Bajo este modelo, las palabras pueden descomponerse, con escasas excepciones, como prefijo + sufijo, prefijo + raíz, raíz + sufijo o prefijo + raíz + sufijo.
Ciertas regularidades del voynichés caen bajo el paradigma de la «línea como entidad funcional». Este concepto fue acuñado por Currier con base en las siguientes observaciones:
- Los recuentos de frecuencia de los caracteres al comienzo y al final de las líneas son marcadamente diferentes a los de otros lugares. Hay algunos caracteres que pueden no aparecer inicialmente en una línea. Hay otros cuya ocurrencia es aproximadamente una centésima parte de la esperada.
- Los caracteres al final de una línea parecen «símbolos sin sentido» o «relleno». Uno de los caracteres aparece la mayoría de las veces al final de la última palabra de una línea.
- Apenas hay un solo caso de repetición que pase del final de una línea al principio de la siguiente.

Otra característica del voynichés es la repetibilidad. Una misma palabra puede repetirse dos, tres o más veces consecutivas en una misma línea o en líneas adyacentes, a veces con pequeños cambios de uno o dos caracteres.
- Imágenes
- Detalle de una de las palabras repetidas en el f78r. En rojo, la palabra qokedy. En amarillo, algunas de sus variantes como qokeedy, qoteedy o qotedy.

#### Existencia de dos o más dialectos
Prescott Currier notó diferencias estadísticas significativas entre las secciones escritas por la mano 1 y por la mano 2 en la sección herbaria y llamó a estas diferentes formas de voynichés como «Lengua A» y «Lengua B», respectivamente. Análisis más recientes han confirmado las diferencias señaladas por Currier. Por ejemplo, las palabras de A tienden a ser más cortas que las de B; si en B el sufijo  dy abunda en las palabras más frecuentes, en A es casi inexistente. Sin embargo, los dialectos A y B no son necesariamente homogéneos internamente. Palabras como cheol o terminadas -eol son mucho más comunes en el A de la sección farmacéutica que en el A del herbario, donde cth es frecuente como inicial de una palabra. Del mismo modo, la sección de recetas (lengua B) parece estar compuesta por dos partes diferenciadas, principalmente, por la frecuencia de aparición de la palabra qokeey. 

### Escritura adicional
En ciertas páginas del manuscrito se encuentran caracteres y cadenas de texto aisladas —marginalia— cuyo análisis pormenorizado puede aportar datos importantes sobre la procedencia del mismo:
- Algunas letras latinas y la palabra rot («rojo» en alemán) sobre las hojas, flores y tallos de las plantas o cerca de ellas (folios 1v, 2r, 4r, 9v, 20r, 29r, 32r, 39v). Puesto que la mayoría está dentro de los dibujos, y por lo menos en algunos casos debajo de la pintura, es casi seguro que fueron escritos por el escriba original del manuscrito, probablemente como indicaciones de color para el pintor.[3]
- Letras a, b y c escritas en lápiz en los folios 67r2, 68r1, 2, 3, 70r1, 2 por un propietario posterior del manuscrito, tal vez los jesuitas del Colegio Romano o incluso el mismo Wilfrid Voynich.
- Garabatos ilegibles, aunque similares, en los folios 66v y 86v3, y unos símbolos aparentes en medio de una flor (f28v).
- Los números del 1 al 5 a la izquierda de una secuencia vertical de caracteres individuales, en el margen izquierdo del f49v.
- La numeración de folios y quires, ya tratada en el apartado de codicología.
- Tres secuencias verticales de caracteres individuales en el margen derecho del f1r, difuminadas o borradas. Posiblemente un intento de descifrado por parte de un propietario posterior.
- Los nombres de los meses en los dibujos centrales de cada una de las páginas del zodíaco.
- Frase de cinco palabras con caracteres latinos en el margen superior del f17r. La escritura es pequeña y se desvanece hacia la derecha. Bajo iluminación ultravioleta, al final de este fragmento se pueden ver una o dos palabras en voynichés.
- Una mujer reclinada con varios elementos, una serie de palabras en voynichés y algunas palabras cortas en letras latinas en la esquina inferior izquierda del f66v. La secuencia entendible suele leerse como den musdel, der musdel o den musmel, entre otras variantes, y está escrita en alguna forma de alemán o neerlandés. Algunos creen que mus debe traducirse como «pulpa» o «gacha de avena» y mel como «harina», lo cual encajaría con el dibujo adyacente de lo que, al parecer, son hogazas de pan.[46] Otra interpretación factible es que musdel designe la parte del suministro de alimentos que, de acuerdo a la ley germánica, le correspondía a la viuda tras la muerte del esposo.[47]
- Breve párrafo que incluye lo que parece ser alemán, latín y dos palabras en la escritura Voynich en el f116v, última página del manuscrito. Dibujos adicionales en el margen.

- Imágenes
- La palabra rot en el tallo de una planta (f4r).
- El mes correspondiente a Géminis está escrito como jong (f72r2). Es la evidencia más sólida de que el idioma es francés del norte.[26]
- Marginalia en f66r. La persona dibujada parece alguien que está al borde de la muerte o muy enfermo.

La última escritura adicional, en el f116v, es uno de los textos más debatidos y controvertidos de todo el manuscrito. Hay una primera secuencia de texto en el margen superior de solo tres palabras y más abajo un párrafo de tres líneas; en la primera y la segunda línea las palabras se separan por una cruz '+', mientras que en la tercera las dos primeras palabras están en voynichés y se vuelven a usar espacios como separador. En la esquina superior izquierda del folio también aparecen algunos bocetos pequeños: un objeto alargado que podría ser un frasco, un animal cuadrúpedo similar a una cabra y una figura femenina desnuda. Existen muchas lecturas y transcripciones divergentes de esta marginalia, pero en ningún caso el texto se ha logrado traducir íntegramente. Zandebergen describe el idioma como una «mezcla de pseudo-latín y alemán». Se acostumbra a llamarlo «michitonés» en referencia a sus primeras palabras: michiton oladabas.
- Imágenes
- Detalle de la escritura adicional en el f116v (contraste mejorado).

## Las ilustraciones

### Descripción general
Con excepción de los folios 1r, 76r, 85r1, 86v6 y 86v5, todas las páginas del manuscrito están ilustradas. Aunque ciertos autores han especulado con la posibilidad de que las ilustraciones se hayan introducido para despistar al posible descifrador y no guarden relación con el texto adjunto, generalmente se admite que ambos elementos deben formar un todo relacionado, habilitando la división del manuscrito en seis secciones temáticas:
- Una sección botánica, con ilustraciones de distintas hierbas.
- Una sección astronómica, con dibujos del sol, la luna, las estrellas y los símbolos del zodíaco.
- Una sección cosmológica, con dibujos de diagramas circulares.
- Una sección biológica, con dibujos de pequeñas figuras femeninas poblando unos sistemas de tubos que transportan y almacenan líquidos.
- Una sección farmacéutica, repleta de dibujos de recipientes junto a partes de hierbas (hojas, raíces).
- Una sección de recetas, compuesta de 300 párrafos cortos acompañados, en su mayor parte, por una pequeña estrella a modo de viñeta.

No hay duda de que el contorno de cada ilustración se dibujó antes de la fase de escritura, ya que el texto evita cuidadosamente los dibujos, y para investigadores como Albert Howard Carter, William Friedman o John Tiltman es muy probable que ambas tareas hayan recaído en la misma persona. Respecto a la pintura, Stolfi sugiere que se realizó en varias etapas e involucró a un «pintor claro», más prolijo, y un «pintor pesado», más descuidado. Si en esta etapa no participaron los compositores originales del manuscrito, entonces los colores pudieron agregarse más o menos arbitrariamente y dificultar o engañar a quienes buscan identificar las plantas de la sección herbaria.
Muchos autores han calificado las ilustraciones como «torpes», «toscas» e «infantiles», hechas por una persona carente de habilidad artística, en cualquier caso de baja calidad si se las compara con otras producciones medievales. Wilfrid Voynich admitió que esta característica lo hacía un «patito feo» entre los demás manuscritos, lo cual aumentó su interés por él, y en 1957 el historiador británico Charles Singer sentenciaba que «las figuras de las plantas no son botánicas en absoluto, sino del tipo que uno hace al garabatear o cuando los niños dibujan plantas». Por el contrario, para Carter las ilustraciones «están hechas con gran cuidado, no con la atención de proporcionar una imagen agradable, sino más bien con atención a la precisión de los detalles».
El análisis químico realizado en 2009 por el laboratorio de investigación McCrone Associates, contratado por la Universidad de Yale, reveló que la tinta utilizada en el cuerpo principal y los dibujos estaba hecha a base de óxido de hierro, el pigmento azul se componía principalmente de azurita molida, con pequeñas trazas de cuprita, el verde era un complejo orgánico de cobre con compuestos de estaño y hierro, además de sulfato y carbonato de calcio y pigmento azul, y para el marrón rojizo se utilizó óxido de plomo con compuestos de potasio, sulfuro de hierro y palmierita.

### Ilustraciones del herbario
Las páginas de la sección herbaria contienen una, excepcionalmente dos, ilustraciones de plantas y hierbas junto a párrafos de texto que las evitan cuidadosamente. En este sentido, la composición texto-imagen no difiere mucho a la de otros manuscritos de hierbas producidos entre la Antigüedad tardía y el Renacimiento temprano.
Los botánicos O'Neill y Holm llevaron a cabo las primeras identificaciones tentativas de las hierbas en la década de 1940. Numerosos especialistas y aficionados se han sumado a esta tarea comparando las ilustraciones con ejemplares de la naturaleza o bien con dibujos de herbarios medievales.
- Imágenes
- Planta del f6v, identificada como Ricinus communis
- Planta del f9v, identificada como Viola tricolor
- Planta del f16r, identificada como Cannabis sativa
- Planta del f55r
- Planta del f14v
- Dos ilustraciones dibujadas en el f43v

Cabe destacar que algunas plantas exhiben estructuras que son imposibles en la naturaleza, como tallos que se bifurcan y luevo vuelven a unirse o que nacen directamente de raíces cortadas transversalmente, a similitud del tocón de un árbol. Otras están adornadas por elementos que podrían ser mnemotécnicos o simbólicos (asociados al nombre o uso medicinal de la hierba en cuestión): un pequeño animal similar a un dragón acompañando a la ilustración del f25v, dos serpientes debajo de la planta del f49v o raíces que recuerdan a unas garras (f1v), unas alas desplegadas (f46v) o un león (f90v), a veces con rostros humanos adjuntos a ellas (f33r, 89r1). Existen paralelismos conocidos de esta práctica en varios herbarios antiguos. D' Imperio también detecta un interés por la simetría en la disposición de los tallos, hojas y raíces.
- Imágenes
- Detalle de un raíz «imposible» (f9r)
- Dragón comiendo de una hoja (f25v)
- Raíz similar a unas alas desplegadas (f46v)
- Raíz similar a un león (f90v)
- Raíz con dos rostros humanos adjuntos a ella (f33r)

### Ilustraciones astronómicas y zodiacales
Una parte de la sección astronómica se compone por dibujos circulares cargados de estrellas dispersas o agrupadas en patrones radiales, generalmente con sus respectivas etiquetas. En el centro de estos diagramas se han incluido los rostros del sol o la luna, o bien alguna figura parecida a una flor, una estrella o un espiral. El texto fluye concentricamente alrededor de la circunferencia exterior y, dentro del círculo, de manera radial, aunque varios folios también presentan algún párrafo por fuera del dibujo. 
- Imágenes
- Detalle del f68v1
- Detalle del f68r2
- Detalle de las Pléyades en el diagrama del f68r3[49]

La otra parte de esta sección contiene diagramas circulares con un emblema de un signo del zodíaco en el centro y dos o tres secciones concéntricas cargadas con pequeñas figuras de ninfas o mujeres, casi siempre desnudas o bien con ropa visible que incluye velos, sombreros, coronas y vestidos de considerable elaboración, sosteniendo una estrella y a veces saliendo de unos objetos que parecen ser latas o canastos. El zodíaco no comienza con Aries, sino con Piscis, lo cual es muy inusual. Además, faltan las ilustraciones de Capricornio y Acuario, pero al parecer el folio donde deberían haber aparecido está perdido. El nombre del mes correspondiente a cada signo está escrito en una letra diferente al voynichés y probablemente posterior.
- Imágenes
- Vista del f70v2, 'Piscis'
- Vista del f71r, 'Aries'
- Detalle del emblema de Tauro comiendo de un pesebre (f72r1).

### Ilustraciones cosmológicas
La sección cosmológica comprende un conjunto de diagramas geométricos, en su mayoría circulares, que no pueden clasificarse fácilmente como ilustraciones astronómicas o zodiacales. El uso del término «cosmológico» para calificar estas páginas proviene de William Newbold, en su obra póstuma The Cipher of Roger Bacon (1928). La más imponente de ellas se conoce como la «página de rosetas» (f85v-86r), un desplegable de seis páginas con un gran e intrincado dibujo circular en el centro, que incluye seis estructuras en forma de torre sosteniendo un plano lleno de estrellas, rodeado de ocho dibujos circulares algo más pequeños, todos conectados entre sí por lo que parecen caminos, tubos y columnas parciales. Cabe destacar que el círculo superior derecho y algunos de los caminos de conexión tienen dibujos de pequeños edificios y murallas, incluido un castillo con almenas gibelinas que ha servido para ubicar el origen geográfico del manuscrito al norte de Italia y Europa Central. Otros diagramas de esta sección (f68v3, f86v3 y f85v-86r) también parecen contener mapas de T en O.
Algunos de estos diagramas han despertado especulaciones. Apoyado por la sugerencia que le hiciera el profesor Eric Doolittle, William Newbold identificó la ilustración del f68v3 con la galaxia de Andrómeda y produjo un descifrado del texto que corroboró esta apreciación. Así se intentaba demostrar que Roger Bacon, el supuesto autor del manuscrito, había podido fabricar un telescopio y observar la estructura espiral de la galaxia. Lo cierto, sin embargo, es que la galaxia de Andrómeda es visible desde el planeta con forma elíptica y sus brazos espirales fueron descubiertos recién en el siglo XX, con el uso de telescopios potentes y astrofotografía.
- Imágenes
- La «página de rosetas» desplegada
- Diagrama cosmológico en f69v
- Posible mapa T-O en f68v3

### Ilustraciones biológicas
La sección biológica contiene secuencias de figuras femeninas desnudas, de abdomen distendido y caderas abultadas, con el pelo suelto o recogido con un tocado, ejecutando diversas poses dentro de lo que parece ser un complejo de tuberías, vasijas y bañeras que transportan líquidos. En ocasiones estas mujeres sostienen algún objeto, como una cruz, una flor, un anillo o un artefacto circular.
La investigadora Mary D' Imperio ha calificado a los dibujos de esta sección como de «los más misteriosos y extraños de todos los grandes enigmas con los que nos enfrenta el manuscrito Voynich». Se han relacionado con las doctrinas de la medicina humoral galénica, las propiedades curativas de ciertas plantas, los baños terapéuticos e incluso con órganos de la anatomía humana.
- Imágenes
- Vista del f83v
- Detalle del f78r
- Detalle del f77v

### Ilustraciones farmacéuticas
La sección farmacéutica se compone por un total de cincuenta y siete filas de pequeñas partes de hierbas, como raíces y hojas u ocasionalmente plantas completas, alineadas respectivamente a unos objetos que recuerdan a contenedores o recipientes farmacéuticos, dibujados en el margen izquierdo del folio. Estos envases presentan un diseño geométrico y ornamentado, con varias secciones cilíndricas que se estrechan hacia arriba o en una forma más complicada, a veces con soportes o pies. Mientras algunos de ellos parecen vacíos o tienen una tapa, otros almacenan algún líquido que se ha pintado de verde o azul. Los recipientes más simples también han sido comparados con los primeros microscopios.
- Imágenes
- Varias raíces junto a un recipiente farmacéutico (detalle del f88r)
- Recipiente en f89v1
- Recipiente en f89v2
- Recipiente en f99r

### Recetas
La última sección del manuscrito consta únicamente de texto con estrellas dibujadas al margen. La mayoría de ellas tiene una cola y de siete a ocho puntas, están pintadas enteramente de rojo o bien llevan un centro rojo, amarillo desteñido o un punto de tinta negra. Casi siempre hay una acompañando el inicio de un nuevo párrafo, a modo de viñeta.
- Imágenes
- Vista del f106r
- Detalle del f107r

## Hipótesis e intentos de solución

### Taquigrafía griega
El profesor estadounidense William Newbold fue uno de los primeros eruditos en recibir copias del manuscrito por parte de su descubridor. Trabajó en él y en otros textos alquímicos atribuidos a Roger Bacon durante varios años más antes de su repentina muerte, en 1926. El proceso de descifrado que ideó consistía en examinar cada glifo individual bajo una lupa potente e identificar unos supuestos caracteres taquigráficos, aparentemente basados en un sistema griego de abreviaturas. Este arreglo se transformaba en subsiguientes etapas hasta llegar a un anagrama que, resuelto, devolvía el texto plano en latín.
Newbold concluyó que el manuscrito había sido escrito por Roger Bacon utilizando un microscopio de extraordinaria potencia. Su contenido incluía descubrimientos tan sensacionales como la descripción de un eclipse solar anular, el descubrimiento de los gametos humanos o la forma espiral de la galaxia de Andrómeda, que vio representada en el diagrama circular del f68r. 
A pesar del éxito inicial de su teoría, que encontró la aceptación de Wilfrid Voynich y un abanico de especialistas en Bacon y filosofía medieval, en 1931 John Manfred Manly publicó una refutación completa en la revista Speculum. Allí explicó que los diminutos trazos que Newbold había interpretado como signos taquigráficos griegos eran simples grietas de la tinta en la superficie rugosa del pergamino y rechazó su procedimiento para generar anagramas por ser demasiado libre y permitir varias decodificaciones para un mismo bloque de texto, entre otras observaciones críticas. Según D'Imperio, la desacreditación de un trabajo que había sido aclamado y publicitado por especialistas de renombre ahuyentó a nuevos investigadores durante algunos años, renuentes en arriesgar su propia reputación en el problema del manuscrito.

### Cifrado de latín abreviado
En 1943, un abogado de Rochester llamado Joseph Martin Feely propuso que el texto del manuscrito había sido cifrado mediante sustitución simple de un latín muy abreviado. Según él, su descifrado favorecía y confirmaba la autoría de Roger Bacon. Nadie, sin embargo, aceptó esta solución como válida. John Tiltman se refirió a ella en 1967 como un «método poco metódico [que] produjo texto en un latín medieval inaceptable, en formas abreviadas no auténticas». Feely nunca tuvo en sus manos una copia del manuscrito, por lo que debió trabajar con las ilustraciones de la obra póstuma de Newbold.
Una nueva hipótesis al respecto surgió en 2017 de la mano de un artículo publicado por Nicholas Gibbs en la revista The Times Literary Supplement, según el cual el manuscrito es un tratado médico sobre la salud de las mujeres escrito en una versión abreviada de latín medieval. Pero no ha sido aceptada por miembros de la comunidad académica. Así, el experto en latín medieval Juan Francisco Mesa-Sanz ha señalado que la propuesta no es congruente y el latín resultante del descifrado (únicamente dos líneas de texto del manuscrito) es «prácticamente incomprensible». También se ha señalado que «"no se puede tomar en serio" una teoría que solo presenta dos líneas supuestamente traducidas» y que Gibbs «presenta como descubrimientos propios (relación con tratados médicos, herbarios, etc) lo que la bibliografía científica y aficionada ya había afirmado».

### Lengua sintética
El reconocido criptoanalista William Friedman comenzó a estudiar el manuscrito en 1920 y propuso que el voynichés podría ser una lengua sintética universal construida sobre la base de categorías o clases de palabras con terminaciones codificadas u otros afijos. Tiltman investigó esta hipótesis en detalle, concluyendo que los ejemplos de lenguajes construidos señalados por Friedman eran demasiado sistemáticos para explicar las singulares características del texto voynichés. Postuló, en cambio, un lenguaje que emplea una «mezcla muy ilógica de diferentes tipos de sustitución», similar al diseñado y expuesto por Cave Beck en su obra The Universal Character, de 1657. El problema radica en que todas estas lenguas sintéticas se remontan a la segunda mitad del siglo XVII, una fecha demasiado tardía para la composición del manuscrito.

### Diccionario o libro de códigos
Se ha propuesto la posibilidad de que las palabras del texto sin formato se hayan escrito en un diccionario, o más bien en un libro de códigos, y convertido a voynichés de manera arbitraria o a través de un sistema numérico. De esta manera no existiría una relación identificable entre el texto plano y el texto cifrado. El problema obvio con este sistema es que, en la práctica, habría requerido que el autor buscara casi cada palabra antes de escribirla, lo cual es demasiado engorroso y lento.

### Cifrado de inglés medieval
El profesor Leonell C. Strong creyó encontrar la solución al manuscrito en un complejo cifrado de sustitución polialfabético cuyos detalles, sin embargo, nunca reveló del todo, y propuso como autor al médico y astrólogo Anthony Ascham, que publicó varios almanaques, un tratado de astronomía y un herbario. El texto plano estaría escrito en alguna forma de inglés medieval y, en palabras de Strong, trataría de «una discusión extremadamente sincera sobre las dolencias de la mujer y los asuntos prácticos del lecho conyugal». Esta solución nunca fue tomada en cuenta por los estudiosos. En 1962 Elizabeth Friedman, esposa del ya mencionado William Friedman, afirmaría al respecto: 

Expertos dijeron que lo que [Strong] produjo no era un inglés medieval. En cuanto a su método de cifrado, dijo poco al respecto, pero lo que hizo no tenía sentido para los criptólogos.
Elizabeth Friedman, The Most Mysterious Manuscript still Mysterious (1962).

### Cifrado numérico
En la década de 1970 el profesor Robert Brumbaugh reclamó haber descifrado algunas etiquetas de plantas de la sección farmacéutica así como de los mapas estelares. Su método consistía en reemplazar cada glifo del texto por números del 1 al 9 (o del 0 al 9, no está claro), agrupar el resultado en bloques de nueve casillas y asignarle a cada uno de estos dígitos distintas letras según arreglos alfabéticos diferentes. De las palabras formadas por esta sustitución se debía elegir entre las que fuesen pronunciables. La hipótesis de Brumbaugh es que el manuscrito había sido escrito por Dee o Kelley para venderlo al emperador Rodolfo II a cambio de una sustanciosa suma de dinero, pero de todos modos podía contener texto significativo. 

### Dialecto germánico
En 1976, en su artículo The Voynich Manuscript Revisited, el lingüista James R. Child afirmó que el manuscrito fue escrito en un «dialecto germánico del norte hasta ahora desconocido». Child continuó estudiando el manuscrito y tiene un sitio web donde expone su propuesta:

Esta investigación examina el manuscrito Voynich a través de una lente filológica alemana, utilizando el análisis lingüístico para identificar los idiomas del manuscrito que parecen ser idiomas germánicos, específicamente el gótico, el juto, una forma temprana del danés, y quizás muestra influencias eslavas.

### Ucraniano sin vocales
En su libro de 1978, Letters to God's Eye: The Voynich Manuscript for the first time deciphered and translated into English, John Stojko propuso que el manuscrito es una copia de una serie de cartas en ucraniano cuyo contenido se cifró eliminando las vocales y escribiendo  las consonantes en un alfabeto secreto. Pero la arbitrariedad con que Stojko reintrodujo las vocales y alteró los espacios de palabra para forzar el descifrado, el hecho de que el texto plano no guarde ninguna relación con las ilustraciones y que la historia de fondo tampoco coincida con la historia generalmente aceptada de Ucrania contribuyeron a que su teoría no haya tenido una acepción positiva entre los especialistas.

### Lengua políglota
En 1987, Leo Levitov aseguró en su libro Solution Of The Voynich Manuscript: A Liturgical Manual For The Endura Rite Of The Cathari Heresy, The Cult Of Isis que el manuscrito es «un manual litúrgico cátaro» escrito en una lengua pidgin que sería una «adaptación del políglota oral de los dialectos alemanes occidentales del siglo XII de Flandes, el Rin y el río Maas» y reveló que su contenido trataría sobre un culto cátaro de seguidores de Isis y ritos ligados con la eutanasia. La faceta lingüística de esta solución fue atacada en 1991 por Jacques Guy; siete años después, en 1998, el especialista Dennis Stallings concluyó que «la evidencia histórica disponible sobre el catarismo contradice su reclamo de desciframiento del manuscrito Voynich».

### Hebreo
En 2001 James Finn sostuvo que el manuscrito se escribió en hebreo codificado visualmente y fue entregado por seres extraterrestres para advertir del fin de los tiempos. A través de la transcripción ofrecida por el alfabeto EVA, Finn ha podido leer palabras en hebreo que se repiten con diversas deformaciones para confundir al descifrador (lo que él llama «codificación visual»), como ain («ojo») y sus variantes aiin y aiiin, y traducido algunas páginas.
A comienzos de 2018 Greg Kondrak y Bradley Hauer, científicos computacionales de la Universidad de Alberta, sugirieron a partir una inteligencia artificial entrenada para reconocer idiomas que el texto del manuscrito está escrito en alfagramas hebreos, es decir, «definiendo una frase con otra, un ejemplo de las ambigüedades del lenguaje humano». Sin embargo, la propuesta ha sido rechazada debido a que los investigadores se tomaron un alto grado de libertad en la traducción para que el texto tuviese algún tipo de sentido.

### Anagramas de Leonardo da Vinci
La doctora en química Edith Sherwood sostiene que el manuscrito fue escrito por Leonardo da Vinci cuando era niño utilizando un idioma italiano medieval y codificación por anagramas. Ha elaborado su propio alfabeto de transcripción, basado en el EVA, con el que asegura haber «descifrado» exitosamente los nombres de las plantas de la sección herbaria. Sin embargo, esta teoría se contradice al observar las fechas de producción del libro, dado que, según los análisis, este fue realizado como muy tarde en 1438, y Leonardo da Vinci nació en 1452.

### Decodificación parcial de Stephen Bax
En enero de 2014 el profesor de lingüística aplicada Stephen Bax propuso una decodificación provisional de un conjunto de diez nombres propios del texto, junto con los valores de sonido de catorce glifos y grupos de glifos voynicheses, sobre la base de la comparación con herbarios medievales y nomenclatura vegetal de varios idiomas. Su conclusión es que el manuscrito no se trata de un engaño ni un cifrado elaborado, pero podría estar escrito en algún idioma no europeo del Cercano Oriente, el Cáucaso o Asia.

### Lengua oriental
El lingüista Jacques Guy propuso, como posibilidad remota, que el manuscrito puede estar escrito en algún idioma tonal como el chino, donde la unidad básica es la sílaba y esta, a su vez, está compuesta por una consonante inicial y una parte final de vocales y nasales, pudiendo variar en cuatro formas el tono de la parte final. Jorge Stolfi encuentra que esta posibilidad es relativamente consistente con la estructura de las palabras del voynichés en prefijo-raíz-sufijo. Los prefijos podrían denotar tonos, las raíces ser las 24 consonantes iniciales y los sufijos las partes finales. Existen ciertas dificultades, no obstante, con este planteo, como el hecho de que «la "estructura fina" de los raíces sugiere que una fracción no trivial de ellos consta de dos o tres consonantes, mientras que en chino cada sílaba comienza con una sola consonante», de que una gran cantidad de sufijos aparecen solo unas pocas veces en el manuscrito o la misma existencia de palabras «suaves» en el manuscrito, es decir, sin raíz, cuando en el chino cada sílaba comienza con una consonante y no puede existir sin ella.
Existen otras características del chino que también parecen coincidir con el voynichés: la mayoría de las palabras comunes consisten en una sola sílaba, el texto estándar no tiene puntuación, los espacios delimitan las sílabas, no las palabras compuestas, los saltos de línea pueden ocurrir entre dos sílabas, las sílabas tienen un rango acotado de longitudes y constan de una estructura interna rígida, con tres componentes fonéticos principales, palabras muy similares generalmente tienen significados no relacionados, las palabras repetidas son relativamente comunes, no hay inflexiones etc. La teoría china también podría explicar la falta de símbolos distintivos o palabras que puedan ser números en el manuscrito. En cuanto a su plausibilidad histórica, los contactos entre China y Occidente durante la Baja Edad Media no fueron para nada infrecuentes. Así, el autor del manuscrito podría ser un viajero chino que llegó a Europa o un misionero europeo en China que decidió inventar un alfabeto fonético para representar los sonidos de una lengua extranjera (en este caso, el chino).
Existen otros idiomas tonales que podrían ser compatibles con las características del voynichés. Stolfi ha descubierto que tanto el vietnamita como tibetano, además del chino, exhiben distribuciones de longitud de palabra simétricas y binomiales, mostrando así una semejanza cuantitativa muy destacable con el voynichés. En octubre de 2003 el polaco Zbigniew Banasik propuso que el manuscrito está escrito en lengua manchú con un alfabeto original y tradujo el texto del f1r.

### Dialecto nahuatl
En 2001 James Comegys concluyó que el manuscrito es un libro médico escrito en nahuatl y tiene su origen en el México del siglo XVI. La teoría fue retomada en 2013 por los investigadores Arthur O. Tucker, Rexford H. Talbert y Jules Janick sobre la base de los siguientes argumentos:
- Muchas plantas, animales y minerales dibujados en el manuscrito son originarios de México y áreas cercanas.
- Los análisis químicos han detectado una posible presencia de atacamita en el pigmento verde, mineral que se encuentra predominantemente en el Nuevo Mundo.
- El glifo transliterado como k es muy similar a un carácter ligado que se encuentra en algunos códices mexicanos que representan la consonante náhuatl tl, al igual que el glifo t se parece a la ligadura de utilizada en textos escritos en el Nuevo Mundo.
- Algunas de las plantas pueden identificarse por nombres náhuatl y parte del texto puede leerse en este idioma, utilizando su transliteración de los glifos con fonemas náhuatl.

Esta hipótesis ha sido fuertemente criticada por la comunidad de estudio del manuscrito. No solo las supuestas traducciones no respetan la fonología del nahuatl, sino que las ligaduras tl, de o dl eran parte del repertorio habitual de los escribas europeos mucho antes del descubrimiento de América; no sirven, por tanto, para probar una procedencia del manuscrito postcolombina.
- Imágenes
- La planta del f23v, identificada por Tucker y Talbert como Passiflora morifolia.[94]
- El «girasol voynichés» del f93r, identificado como Helianthus annuus por el botánico Hugh O'Neill (1944).[98]
- La etiqueta de esta planta (f100r) podría leerse como nāshtli, una variante de nōchtli, el nombre nahuatl para el fruto del nopal.[94]
- El parecido del animal dibujado en el f80v con el armadillo americano ha alimentado especulaciones sobre la procedencia postcolombina del manuscrito.

### Lengua protorromance
Según un artículo publicado en abril de 2019 por el doctor Gerard Cheshire de la Universidad de Bristol, el manuscrito estaría escrito en protorromance. Dicho investigador explica en términos lingüísticos lo que hace que el manuscrito sea tan inusual:

Utiliza una lengua extinta. Su alfabeto es una combinación de símbolos desconocidos y más familiares. No incluye signos de puntuación dedicados, aunque algunas letras tienen variantes de símbolos para indicar puntuación o acentos fonéticos. Todas las letras están en minúsculas y no hay consonantes dobles. Incluye diptongos, trifongos, cuadrifongos e incluso quintifongos para la abreviatura de componentes fonéticos. También incluye algunas palabras y abreviaturas en latín.

Este artículo no fue bien recibido por los especialistas en estudios medievales.

### Hipótesis del engaño
Las extrañas propiedades del texto voynichés han llevado a pensar en la posibilidad de que haya sido generado mediante algún procedimiento estocástico y, por ende, no tenga sentido.

#### Teoría de la rejilla de Cardano
En 2003 el especialista en computación Gordon Rugg mostró que se podía reproducir texto con características cualitativas similares a las del manuscrito mediante el uso de una tabla con prefijos, raíces y sufijos combinados por medio de una plantilla de papel perforado. Gordon calculó que con este método, conocido como rejilla de Cardano, un estafador inteligente tardaría una o dos horas en escribir una página completa y en unas pocas semanas podría terminar el manuscrito para, luego, venderlo por una suma importante de dinero. 
En 2016 Rugg y Gavin Taylor volvieron a publicar un artículo en la revista Cryptologia donde aseguran demostrar que el método de la rejilla puede reproducir las principales características estadísticas cuantitativas del texto voynichés, como una distribución de frecuencias de palabras que imita la distribución de Zipf, una distribución simétrica de frecuencias de longitud de palabras y una distribución no homogénea de palabras y sílabas en un corpus de texto producido con este método.

#### Teoría de la autocopia
En 2014 Torsten Timm descubrió que conjuntos de glifos idénticos o muy similares tienden a aparecer muy cerca uno del otro y propuso que el texto voynichés se generó por un método de autocopia.